# Tenomerga japonica
Tenomerga japonica är en skalbaggsart som först beskrevs av Koichi Tamanuki 1928.  Tenomerga japonica ingår i släktet Tenomerga och familjen Cupedidae. Inga underarter finns listade i Catalogue of Life.